# Атеєво
Ате́єво (рос. Атеево, марій. Атьсер) — присілок у складі Гірськомарійського району Марій Ел, Росія. Входить до складу Мікряковського сільського поселення.

## Населення
Населення — 102 особи (2010; 119 у 2002).
Національний склад (станом на 2002 рік):
- гірські марійці — 97 %